# دیدرا داونز
دیدرا داونز (به انگلیسی: Deidre Downs) (زاده ۷ ژوئیه ۱۹۸۰) پزشک و ملکه زیبایی اهل آمریکا است.
او در سال ۲۰۰۵ به نمایندگی از آلاباما برنده دوشیزه آمریکا شد.